# Орештіє
Орештіє (рум. Orăștie) — місто у повіті Хунедоара в Румунії, що має статус муніципію.
Місто розташоване на відстані 276 км на північний захід від Бухареста, 22 км на схід від Деви, 107 км на південь від Клуж-Напоки.

## Населення
За даними перепису населення 2002 року у місті проживали 21 213 осіб.
Національний склад населення міста:
| Національність            | Кількість осіб | Відсоток |
| ------------------------- | -------------- | -------- |
| румуни                    | 19697          | 92,9%    |
| цигани                    | 865            | 4,1%     |
| угорці                    | 523            | 2,5%     |
| німці                     | 104            | 0,5%     |
| євреї                     | 7              | < 0,1%   |
| українці                  | 6              | < 0,1%   |
| італійці                  | 3              | < 0,1%   |
| серби                     | 1              | < 0,1%   |
| чанго                     | 1              | < 0,1%   |
| не вказали національність | 2              | < 0,1%   |

Рідною мовою назвали:
| Мова                  | Кількість осіб | Відсоток |
| --------------------- | -------------- | -------- |
| румунська             | 20530          | 96,8%    |
| угорська              | 424            | 2,0%     |
| циганська             | 156            | 0,7%     |
| німецька              | 88             | 0,4%     |
| українська            | 4              | < 0,1%   |
| російська             | 2              | < 0,1%   |
| італійська            | 2              | < 0,1%   |
| сербська              | 1              | < 0,1%   |
| єврейська (їдиш)      | 1              | < 0,1%   |
| не вказали рідну мову | 2              | < 0,1%   |

Склад населення міста за віросповіданням:
| Релігія                                       | Кількість осіб | Відсоток |
| --------------------------------------------- | -------------- | -------- |
| православні                                   | 19245          | 90,7%    |
| п'ятдесятники                                 | 755            | 3,6%     |
| римо-католики                                 | 316            | 1,5%     |
| реформати                                     | 267            | 1,3%     |
| греко-католики                                | 216            | 1,0%     |
| баптисти                                      | 62             | 0,3%     |
| лютерани (Синодально-пресвітеріанська церква) | 42             | 0,2%     |
| лютерани (Аугсбурзького сповідання)           | 38             | 0,2%     |
| не релігійні                                  | 35             | 0,2%     |
| адвентисти                                    | 32             | 0,2%     |
| лютерани                                      | 10             | < 0,1%   |
| атеїсти                                       | 7              | < 0,1%   |
| юдеї                                          | 6              | < 0,1%   |
| бретрени                                      | 5              | < 0,1%   |
| унітарії                                      | 2              | < 0,1%   |
| не вказали релігію                            | 20             | 0,1%     |

## Відомі особистості
В поселенні народилися:
- Алоїзій Бунш (1859—1916) — польський скульптор і педагог.
- Елізабет Робоз Ейнштейн (1904—1995) — угорський біохімік і нейробіолог, піонер у галузі нейрохімії.

## Зовнішні посилання
- Дані про місто Орештіє на сайті Ghidul Primăriilor